# Sergej Kir'jakov
Sergej Vjačeslavovič Kir'jakov (in russo Сергей Вячеславович Кирьяков?; Orël, 1º gennaio 1970) è un allenatore di calcio ed ex calciatore russo, fino al 1991 sovietico, di ruolo attaccante, tecnico del Leningradec.

## Carriera

### Giocatore
Ha giocato in patria con la Dinamo Mosca; dal 1993 è passato ai tedeschi del Karlsruhe. È arrivato al 21º posto nella classifica del Pallone d'oro 1993. Dopo le esperienze all'Amburgo e al Borussia Berlino, ha chiuso la carriera in Cina.
Con l'Under-21 dell'Unione Sovietica ha vinto il Campionato europeo di calcio Under-21 1990. Ha giocato sia per l'Unione Sovietica che per la Russia.

### Allenatore
Nel 2006 ha allenato i lettoni del Ditton. Tornato in patria ha prima allenato l'Orël e poi ha fatto da assistente per l'Under-21. Per quattro anni è stato allenatore dell'Under-17 russa. Nella stagione 2016/2017 ha allenato l'Arsenal Tula.

## Palmarès

### Giocatore

#### Club
- Coppa Intertoto UEFA: 1

Karlsruhe: 1996

#### Nazionale
- Campionato d'Europa Under-19: 1

1988
- Campionato d'Europa Under-21: 1

1990